# Nokia E61

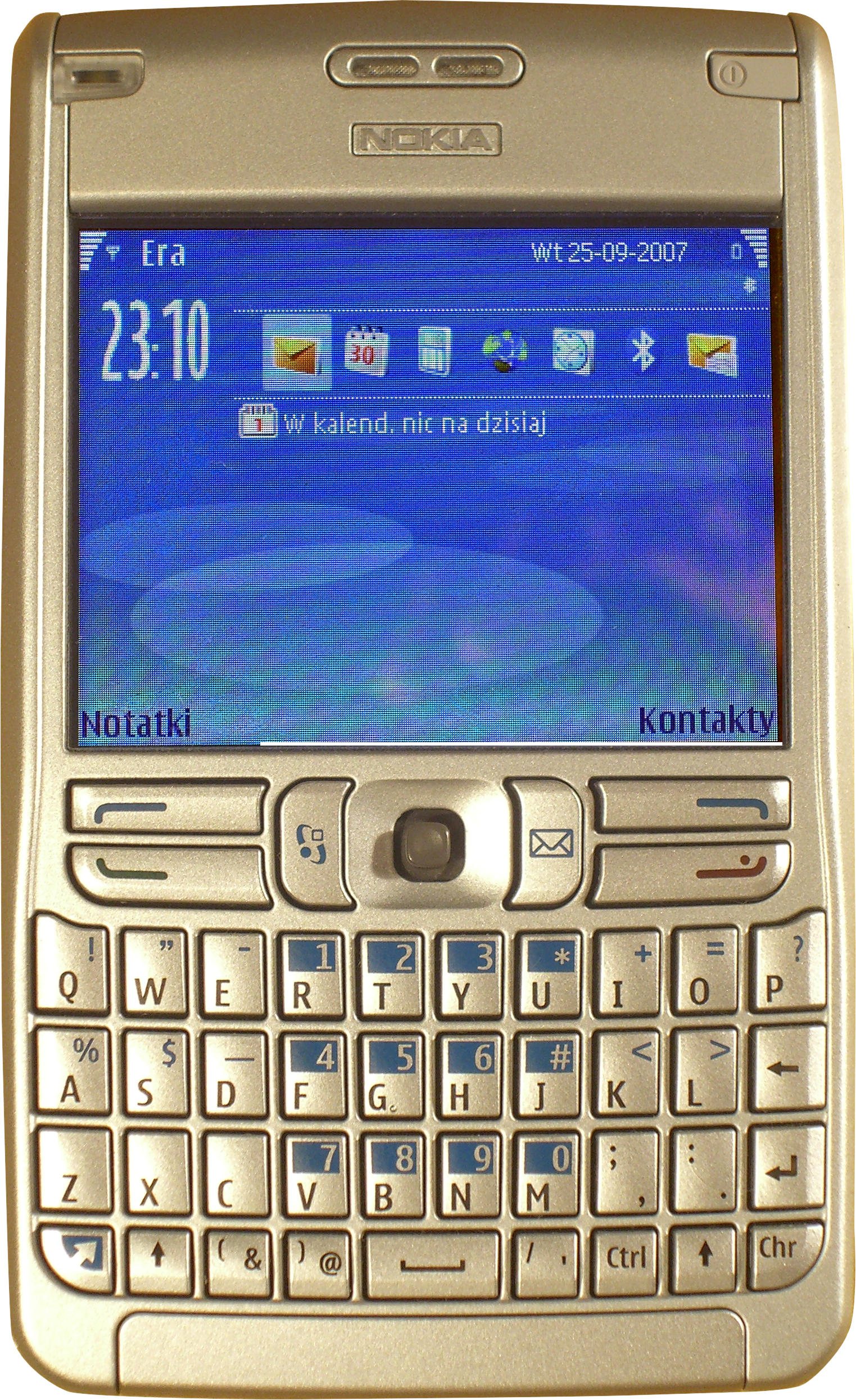
Een Nokia E61

De Nokia E61 is een smartphone van Nokia. Het toestel behoort tot de Nokia E-serie en kwam op de markt in 2006. De telefoon beschikt over een qwerty- of azerty-toetsenbord. Een variant op de telefoon is de E61i.

## Eigenschappen
- Besturingssysteem: Symbian S60 (3e editie)
- GSM/EDGE/3G
- Afmetingen en gewicht: 117 × 69,7 × 14 mm voor 144 gram (E61) en 150 gram (E61i)
- Beeldscherm: 2,8 inch
- Geheugen: 50 MB intern geheugen, uitbreidbaar via miniSD-kaart (maximum 2GB)
- Fotocamera: de E61 heeft geen camera, E61i heeft een camera van 2MP
- Wi-Fi b, g
- Toetsenbord: qwerty of azerty
- Bluetooth 1.2 (723.1 kbit/s)
- Infrarood
- SAR: 0,79 W/kg (E61) en 0,90 W/kg (E61i).